# My WORLD (MUCCの曲)
「My WORLD」（マイワールド）は、MUCCの楽曲で、39枚目のシングル。2019年8月12日、豊洲PITにて開催された『MUCC BIRTHDAY CIRCUIT 2019「40」2019年8月12日（月）＜SATOち day＞～じゃっくいんざぼっくす -さとちのおたんじょうかい-～』にて会場限定販売された。

## 概要
- メンバー全員の誕生日にライブを行うツアー『MUCC BIRTHDAY CIRCUIT 2019「40」』の会場で販売される限定シングルの第2弾[1]。
- 2019年8月19日に配信リリースされた。配信盤にはカップリングのライブ音源及びメンバーコメントは収録されない[2]。

## 収録曲

### CD盤
1. My WORLD
作詞・作曲：SATOち、ミヤ
2. （時の流れ）My WORLD DEMO
3. 遥か（2019.03.31 Zepp Tokyo）
4. 大嫌い（2019.05.02 中野サンプラザ）
5. SATOち

### 配信盤
1. My WORLD
2. （時の流れ）My WORLD DEMO